# Mactra corallina
Mactra corallina är en musselart. Mactra corallina ingår i släktet Mactra och familjen Mactridae. Inga underarter finns listade i Catalogue of Life.

## Bildgalleri

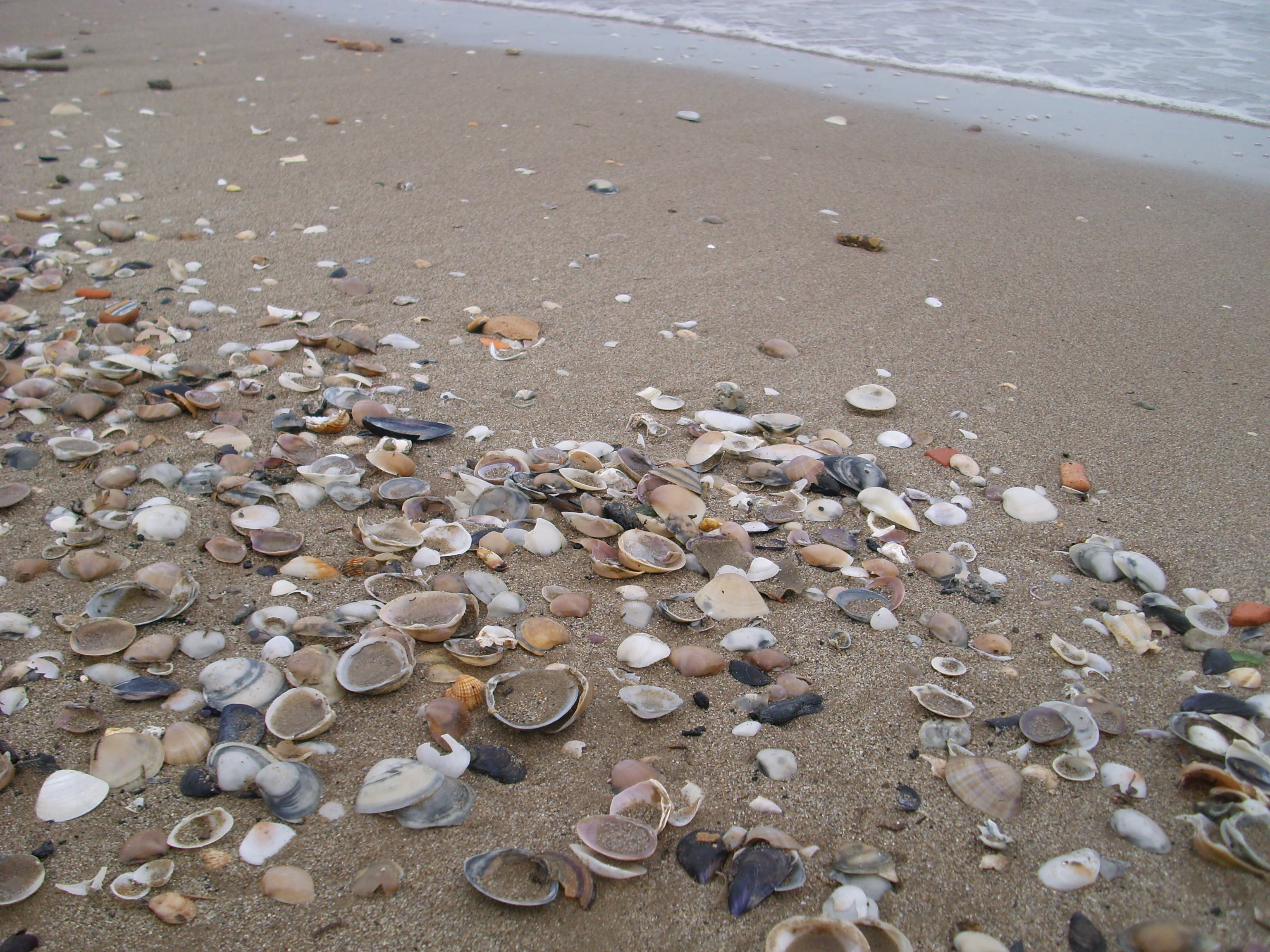
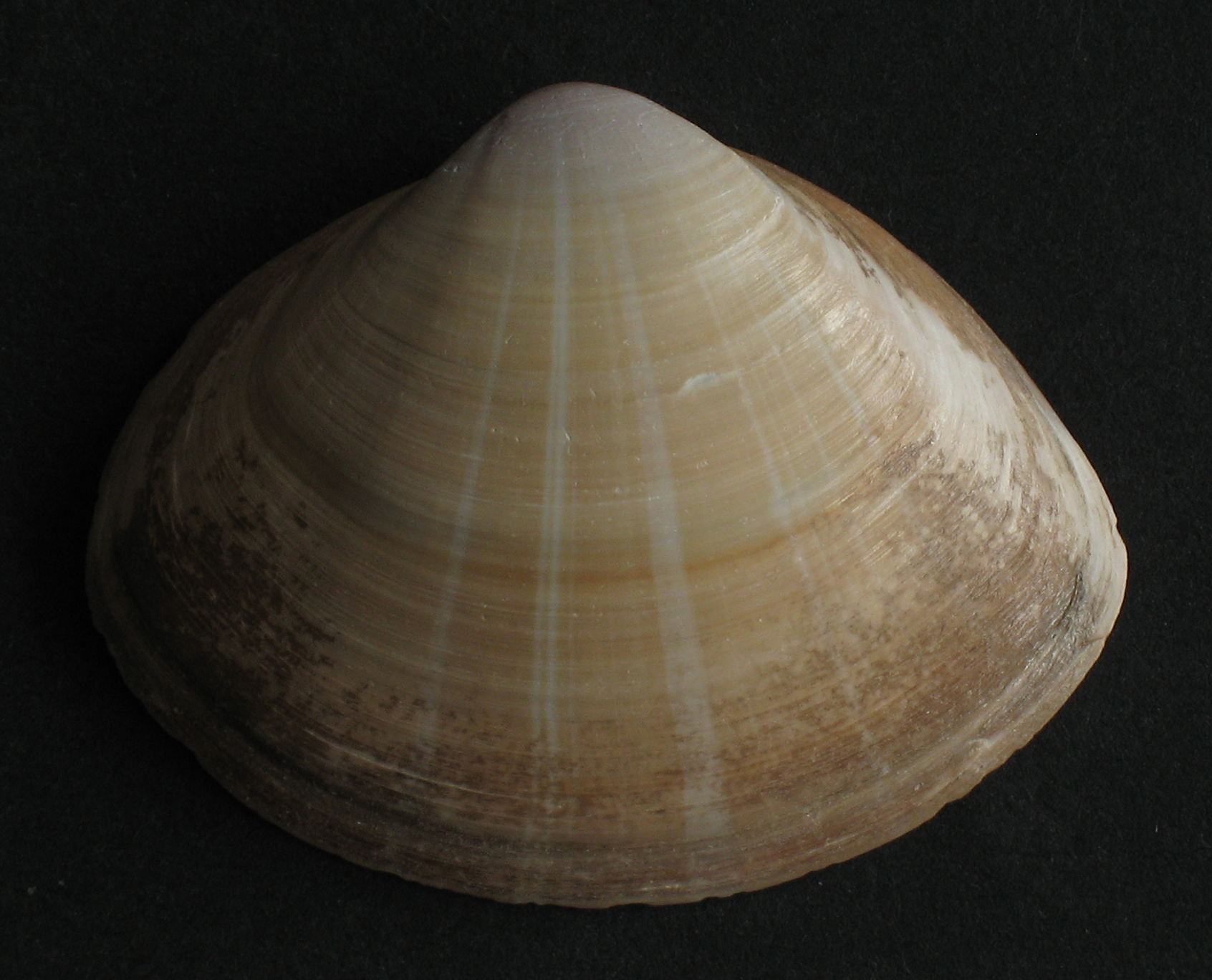
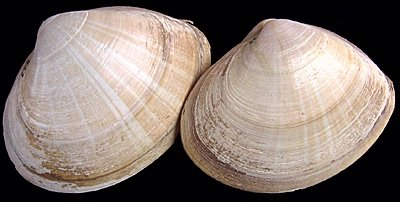